# 丹尼斯·沃罗年科夫
丹尼斯·尼古拉耶维奇·沃罗年科夫（羅馬化：Denis Nikolayevich Voronenkov；1971年4月10日—2017年3月23日），俄羅斯政治家。

## 生平
沃罗年科夫出生在俄羅斯的高爾基（今下諾夫哥羅德），幼年的時候曾在蘇維埃烏克蘭赫爾松生活。1988年畢業於蘇沃洛夫軍事學校，並加入蘇聯軍隊。1995年畢業於俄羅斯聯邦國防部軍事大學，隨後轉到俄羅斯聯邦軍事檢察官辦公室工作。至1999年退役時，他的軍階為上校。同年在俄羅斯內政部管理學院取得法學博士學位。2000年起，任團結黨的高級顧問。2001年，任俄羅斯聯邦最高法院顧問。2000年至2005年，任纳里扬马尔副市長、涅涅茨自治區分管自然資源和生態綜合利用的代理副區長。2005年至2007年，任俄羅斯聯邦麻藥管制局行动支持部主任。此後開始從事學術生涯，在俄羅斯內政部聖彼得堡法律研究所擔任副教授，後升為教授。
2011年至2016年，他擔任國家杜馬議員，兼任國家杜馬安全和反腐敗委員會成員。他在2016年9月的國家杜馬選舉中謀求連任，但落敗，10月卸任議員之後與妻子瑪麗亞·馬克薩科娃-伊根貝格斯一起移民烏克蘭，並於12月加入烏克蘭國籍。
在移民烏克蘭之後，沃罗年科夫猛烈抨擊俄羅斯對烏克蘭的政策，他還聲稱自己在2014年於國家杜馬投票支持俄羅斯吞併克里米亞是受到普京的壓力被迫而為的。在2017年接受自由歐洲電台的採訪時，將普京治下的俄羅斯與納粹德國相提並論。
2017年3月23日，沃罗年科夫在前去與伊利亚·波诺马廖夫會面的路上遭遇槍擊，沃罗年科夫本人、保鏢及凶手都受傷送醫，隨後沃罗年科夫和凶手都不治身亡。基輔警察局長安德里·克里先科聲稱此次謀殺事件由俄羅斯聯邦安全局指使。烏克蘭總統彼得·波罗申科譴責俄羅斯的「國家恐怖主義」行為。